# Nachsicht
Als Nachsicht wird das verzeihende Verständnis für die Unvollkommenheit der Mitmenschen oder für eine situationsbedingte Schwäche einer Person bezeichnet. Vereinzelt kann sich das Wort auch auf die Unzulänglichkeit einer Sache beziehen.
Das zugehörige Eigenschaftswort ist nachsichtig oder nachsichtsvoll, verwandte Begriffe sind Barmherzigkeit, Großmut, Sanftmut und Milde. In der Tugendlehre werden Nachsicht und Milde lateinisch auch als Clementia bezeichnet.
Redewendungen
- Nachsicht üben bzw. zeigen
- mit jemandem Nachsicht haben, mit Nachsicht behandeln
- keine Nachsicht kennen
- Vorsicht ist besser als Nachsicht

Siehe auch
- Geduld
- Verzeihung
- Clementia (Mythologie)